# Lázaro Cárdenas (municipi de Michoacán)
Lázaro Cárdenas és un municipi de l'estat de Michoacán. Ciudad Lázaro Cárdenas és el cap de municipi i principal centre de població d'aquesta municipalitat. Aquest municipi és a la part sud de l'estat de Michoacán de Ocampo. Limita al nord amb els municipis d'Árteaga, al sud amb l'oceà Pacífic, a l'oest amb Aquila i a l'est amb l'Estat de Guerrero.